# 7103 Wichmann
7103 Wichmann è un asteroide della fascia principale. Scoperto nel 1953, presenta un'orbita caratterizzata da un semiasse maggiore pari a 3,0148415 UA e da un'eccentricità di 0,0800375, inclinata di 10,14687° rispetto all'eclittica.
L'asteroide è dedicato all'astronomo tedesco Moritz Ludwig George Wichmann, allievo di Friedrich Wilhelm Bessel.